# Pēteris Juraševskis
Peteris Juraševskis (Municipalitat de Jelgava, 23 de març de 1872 − 10 de gener de 1945) va ser un polític letó que va ocupar el càrrec de Primer Ministre de Letònia des del 24 de gener de 1928 fins al 30 de novembre 1928. Juraševskis va formar part del Partit del Centre Democràtic.